# 印度天竺鯛
印度天竺鯛（學名：[Apogon indicus] 错误：{{Lang}}：文本有斜体标记（帮助）），為輻鰭魚綱天竺鯛科天竺鯛屬下的一個種，分布於印度太平洋區，從模里西斯至吉里巴斯海域，深度6至8公尺，本魚體延長，長橢圓形，體稍側扁，頭及眼睛大，口大且斜裂，頜齒細小，鋤骨和腭骨通常具齒，舌上無齒，鰓蓋骨後緣棘不發達，體被弱櫛鱗，下頷較上頷稍長而突出，側線完全，全身透明淺奶油色或粉色至淺红色，通常在背部輪廓和鰓蓋、額頭分布著珠光小斑點，尾鰭叉形，背鰭有二個，背鰭硬棘7枚、背鰭軟條9枚、臀鰭硬棘2枚、臀鰭軟條8枚，體長可達3.8公分，與紅身天竺鯛(Apogon erythrosoma)相似，棲息在礁石區，屬肉食性，夜行性，繁殖期時，雄魚具有口孵習性，卵約7日化成仔魚，由雄魚吐出，具短暫的仔魚飄浮期。